# Élections législatives moldaves de juillet 2009
Des élections législatives anticipées ont eu lieu en Moldavie le 29 juillet 2009.

## Contexte
L'organisation du scrutin avait été provoquée à la suite de la dissolution, le 15 juin 2009, du Parlement élu deux mois plus tôt par le président Vladimir Voronin, dans l'espoir de trouver une issue à l'impossibilité de faire élire un nouveau président de la République par les députés. Le Parti des communistes de la république de Moldavie (PCRM), au pouvoir depuis 2001, détenait en effet 60 des 101 sièges du Parlement à l'issue des élections du mois d'avril, soit un de moins que la majorité qualifiée permettant l'élection d'un nouveau chef de l'État.
Avant la dissolution, la loi électorale a été réformée : le seuil national à atteindre pour obtenir des représentants au Parlement a été abaissé de 6 à 5 % des suffrages exprimés, et le taux de participation minimum nécessaire pour valider le scrutin est passé de la moitié à un tiers du corps électoral. Les différentes enquêtes d'opinion publiées avant le scrutin donnaient l'opposition, battue d'une courte tête en avril, cette fois-ci majoritaire. Un sondage daté de la mi-juillet donnait ainsi le PCRM à seulement 29,7 % des voix, contre 40 % aux différents partis d'opposition. Le leader communiste Voronin n'avait alors pas exclu l'idée une « grande coalition » avec les partis d'opposition si les résultats des élections ne s'étaient pas avérés satisfaisants pour sa formation.

## Résultats
La participation, en légère baisse, s'établit à 58,8 % des inscrits.
| Partis et coalitions         | Partis et coalitions                                      | Votes     | Votes | Sièges | +/-           |
| ---------------------------- | --------------------------------------------------------- | --------- | ----- | ------ | ------------- |
|                              | Parti des communistes de la république de Moldavie (PCRM) | 706 732   | 44,69 | 48     | 12            |
|                              | Parti libéral-démocrate de Moldavie (PLDM)                | 262 028   | 16,57 | 18     | 3             |
|                              | Parti libéral (PL)                                        | 232 108   | 14,68 | 15     | en stagnation |
|                              | Parti démocrate de Moldavie (PDM)                         | 198 268   | 12,54 | 13     | 13            |
|                              | Alliance Notre Moldavie (AMN)                             | 116 194   | 7,35  | 7      | 4             |
|                              | Parti populaire chrétien-démocrate (PPCD)                 | 30 236    | 1,91  | —      | en stagnation |
|                              | Parti social-démocrate (PSD)                              | 29 434    | 1,85  | —      | en stagnation |
|                              | Parti écologiste de Moldavie « Alianta Verde »            | 6 517     | 0,41  | —      | —             |
| TOTAL (participation 58,8 %) | TOTAL (participation 58,8 %)                              | 1 581 517 | 100   | 101    | en stagnation |

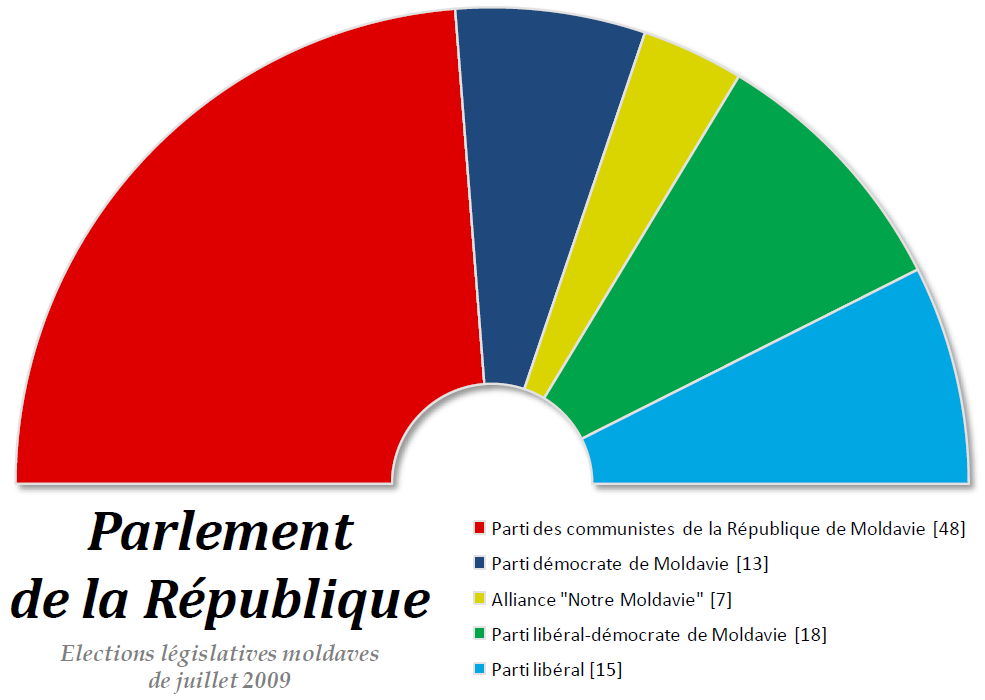
Projection graphique de la nouvelle composition politique du Parlement

C'est une défaite pour le Parti communiste. En perdant près de cinq points par rapport aux élections d'avril, il perd aussi sa majorité absolue au Parlement pour la première fois depuis 2001, passant de 60 à 48 élus sur un total de 101. Les quatre partis de l'opposition de centre droit remportent une courte victoire, et ont d'ores et déjà fait part de leur intention de former une nouvelle coalition indépendamment du PCRM.